# Петер Хених
Петер Хених (мађ. Hannich Péter; Ђер, 30. март 1957) је бивши мађарски фудбалер и тренер.

## Клупска каријера
Хених је рођен у Ђеру и своју сениорску фудбалску каријеру је започео играјући за Ђери ЕТО ФК током 1970−их и наставио у разним клубовима зоком 1980-их. Са ФК Ђером је својио две титуле шампиона Мађарске у сезонама 1982. и 1983. Био је најбољи стрелац лиге са 22 гола у сезони 1981/82. Касније је прешао у АС Нанци, одигравши 14 мечева и постигао 1 гол у сезони 1986/87. Играчка каријера му је трајала од 1974. године па до 1992. године.

## Репрезентација
Хених је дебитовао за мађарску репрезентацију 18. априла 1982. године на утакмици против Перуа. У периоду од 1982. до 1987. године играо је 27 пута за репрезентацију Мађарске и постигао 2 гола. Био је члан репрезентације на Светском првенству у Мексику 1986.

## Остварења
- Прва лига Мађарске у фудбалу
  - шампион: 1981/82., 1982/83
  - 2.: 1983/84., 1984/85.,1989/90.
  - 3.: 1985/86.,1988/89.
  - Најбољи стрелац Мађарске лиге: 1981/82. (22. гола)
- Куп Мађарске у фудбалу (MNK)
  - победник: 1978/79
  - финалиста: 1983/84